# Horsfieldia sylvestris
Horsfieldia sylvestris är en tvåhjärtbladig växtart som först beskrevs av Maarten Willem Houttuyn, och fick sitt nu gällande namn av Otto Warburg. Horsfieldia sylvestris ingår i släktet Horsfieldia och familjen Myristicaceae. Inga underarter finns listade i Catalogue of Life.